# All-over-Painting
Das All-over-Painting (englisch all over: über alles hinweg) (auch All-over-Malerei, Allover-Malerei, All-over-Prinzip) ist  (zumeist bei modernen Gemälden) eine flächendeckende Malerei ohne dominante Punkte, ohne Hauptmotiv, ohne räumliche Wirkung und ohne Hinweis, wo oben oder unten ist. Die Komposition lässt sich über den Rahmen bzw. Rand hinaus fortsetzen. All-over-Paintings findet man z. B. bei Drip-Paintings oder bei Farbfeldmalereien (Colourfield paintings).

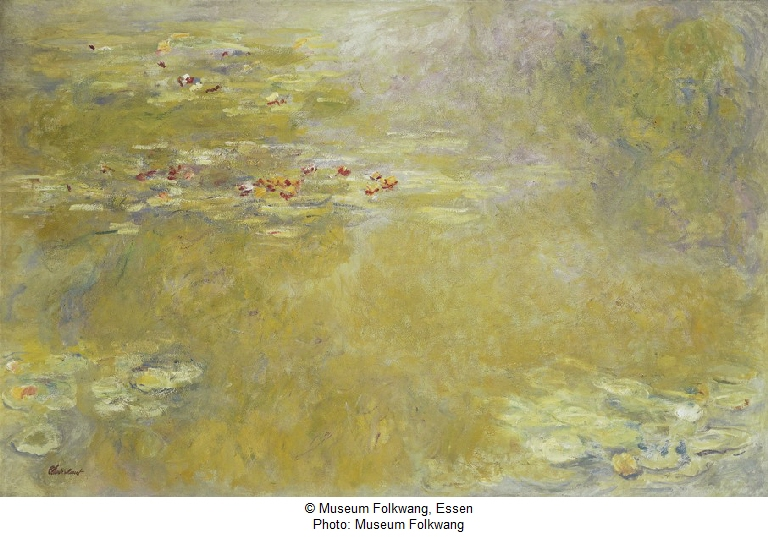
Claude Monet: Le bassin aux nymphes, um 1916, Museum Folkwang, Essen.

Als eine wichtige Inspirationsquelle dienen den modernen Künstlerinnen und Künstlern unter anderem die Seerosenbilder von Claude Monet, bei denen dieser die Wasseroberfläche mit Seerosen und Spiegelungen verschwommen darstellt. Als Vorläufer des All-over-Paintings lässt sich der All over Style sehen. Dies ist ein Bucheinbandstil, den Samuel Mearne (1624{\displaystyle -}1683) im 17. Jahrhundert entwickelt hat. Dabei bedecken Stempelabdrucke die Buchdeckelfläche in symmetrisch freier Anordnung bis zum Rand ohne Umrahmung.